# Ellie Roebuck
Ellie Roebuck (Sheffield, 23 settembre 1999) è una calciatrice inglese, portiere del Barcellona e della nazionale inglese.

## Carriera

### Nazionale
Nel 2021 è stata convocata dalla nazionale britannica per i Giochi olimpici di Tokyo.
Nel 2022 è stata inserita nella rosa finale della selezione inglese per gli Europei di categoria.

## Statistiche
| Stagione               | Squadra                | Campionato             | Campionato | Campionato | Coppe nazionali | Coppe nazionali | Coppe nazionali | Coppe continentali | Coppe continentali | Coppe continentali | Altre coppe | Altre coppe | Altre coppe | Totale | Totale |
| Stagione               | Squadra                | Comp                   | Pres       | Reti       | Comp            | Pres            | Reti            | Comp               | Pres               | Reti               | Comp        | Pres        | Reti        | Pres   | Reti   |
| ---------------------- | ---------------------- | ---------------------- | ---------- | ---------- | --------------- | --------------- | --------------- | ------------------ | ------------------ | ------------------ | ----------- | ----------- | ----------- | ------ | ------ |
| 2016                   | Manchester City        | WSL                    | 1          | -?         | FACup+CdL       | 0               | -?              |                    | -                  | -                  |             | -           | -           | 1      | -?     |
| 2017                   | Manchester City        | WSL                    | 3          | -?         | FACup+CdL       | 0               | -?              |                    | -                  | -                  |             | -           | -           | 3      | -?     |
| 2017-2018              | Manchester City        | WSL                    | 11         | -?         | FACup+CdL       | 1+0             | -?              | WCL                | 5                  | -4                 |             | -           | -           | 17     | -4+    |
| 2018-2019              | Manchester City        | WSL                    | 15         | -?         | FACup+CdL       | 1+1             | -?              | WCL                | 0                  | 0                  |             | -           | -           | 17     | -?     |
| 2019-2020              | Manchester City        | WSL                    | 16         | -9         | FACup+CdL       | 3+5             | -4+-6           | WCL                | 4                  | -4                 |             | -           | -           | 28     | -23    |
| 2020-2021              | Manchester City        | WSL                    | 20         | -13        | FACup+CdL       | 1+0             | 0               | WCL                | 5                  | -5                 | CL          | 1           | 0           | 28     | -18    |
| 2021-2022              | Manchester City        | WSL                    | 10         | -3         | FACup+CdL       | 5+2             | -5+-1           | WCL                | -                  | -                  |             | -           | -           | 17     | -9     |
| 2022-2023              | Manchester City        | WSL                    | 17         | -18        | FACup+CdL       | -2+-0           | WCL             | 2                  | -1                 | -                  | -           | -           | 22          | -21    |        |
| 2023-2024              | Manchester City        | WSL                    | 0          | 0          | FACup+CdL       | 0               | 0               | -                  | -                  | -                  |             | -           | -           | 0      | 0      |
| Totale Manchester City | Totale Manchester City | Totale Manchester City | 93         | -43+       |                 | 22              | -17+            |                    | 16                 | -14                |             | 1           | 0           | 133    | -74+   |
| 2024-2025              | Barcellona             | PD                     | 2          | -1         | CR              | 0               | 0               | UWCL               | 0                  | 0                  | CC+SS       | 0           | 0           | 2      | -1     |
| Totale carriera        | Totale carriera        | Totale carriera        | 95         | -44+       |                 | 22              | -17+            |                    | 16                 | -14                |             | 1           | 0           | 135    | -75+   |

## Palmarès

### Club
- Campionato inglese: 1

Manchester City: 2016
- FA Women's Cup: 3

Manchester City: 2016-2017, 2018-2019, 2019-2020
- FA Women's League Cup: 3

Manchester City: 2016, 2018-2019, 2021-2022
- Supercoppa spagnola: 1

Barcellona: 2025

### Nazionale
- Campionato d'Europa: 1

2022
- Arnold Clark Cup: 2

2022, 2023
- Finalissima: 1

2023